# Neve

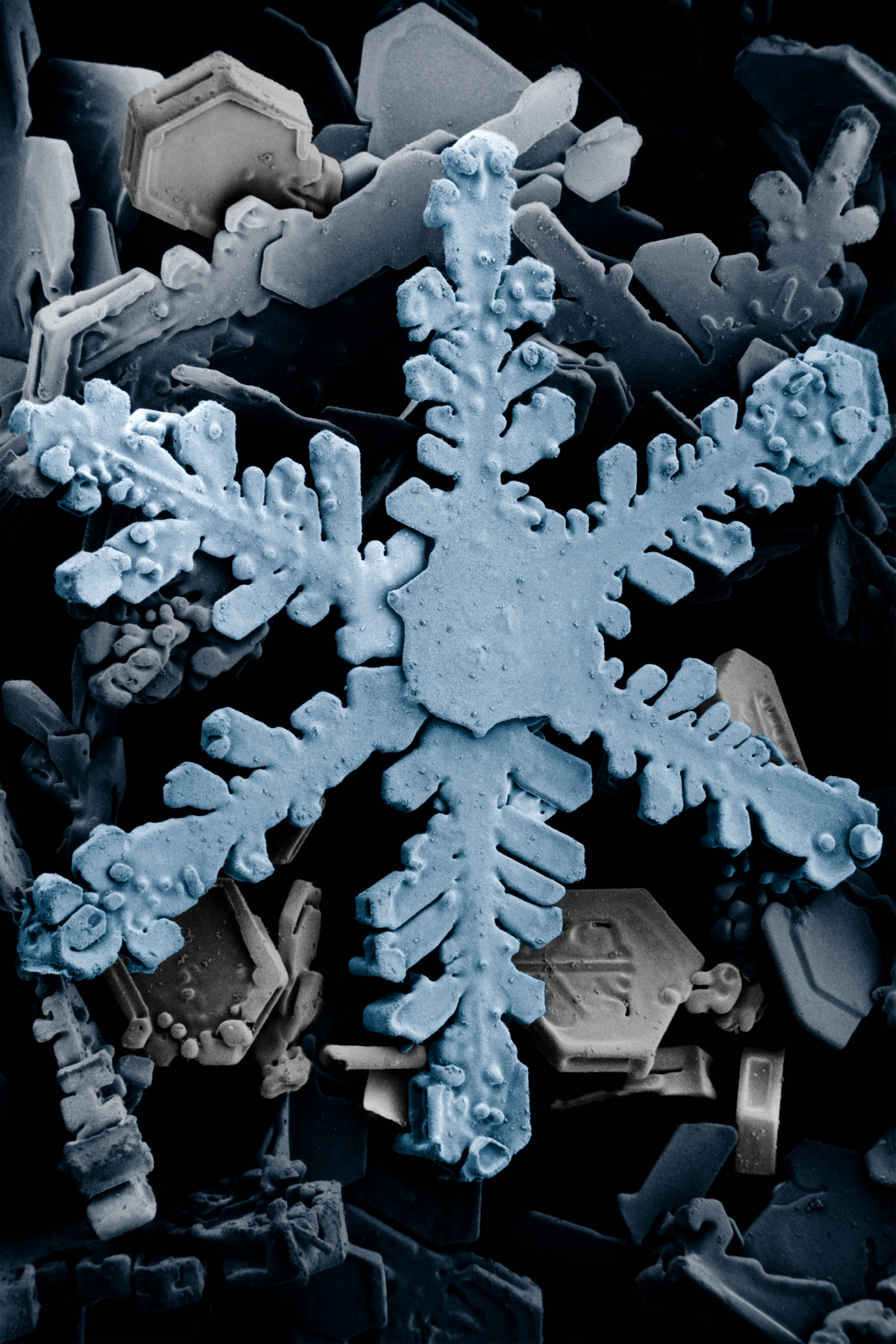
Un cristallo di neve individuato al microscopio elettronico a scansione all'interno di un fiocco di neve. In secondo piano si intravedono altri cristalli tra loro sovrapposti e orientati secondo piani differenti

La neve, in meteorologia, è un tipo di precipitazione atmosferica nella forma di acqua ghiacciata cristallina, formata da una moltitudine di minuscoli cristalli di ghiaccio, tutti aventi di base una simmetria esagonale e spesso anche una geometria frattale, ma ognuno di tipo diverso e spesso aggregati tra loro in maniera casuale a formare fiocchi di neve. Dal momento che è composta da piccole parti grezze è un materiale granulare. Ha una struttura aperta ed è quindi soffice, a meno che non sia sottoposta a una pressione esterna. La disciplina che studia le caratteristiche fisico-chimiche della neve in relazione all'ambiente è la nivologia.

## Descrizione

### Colore

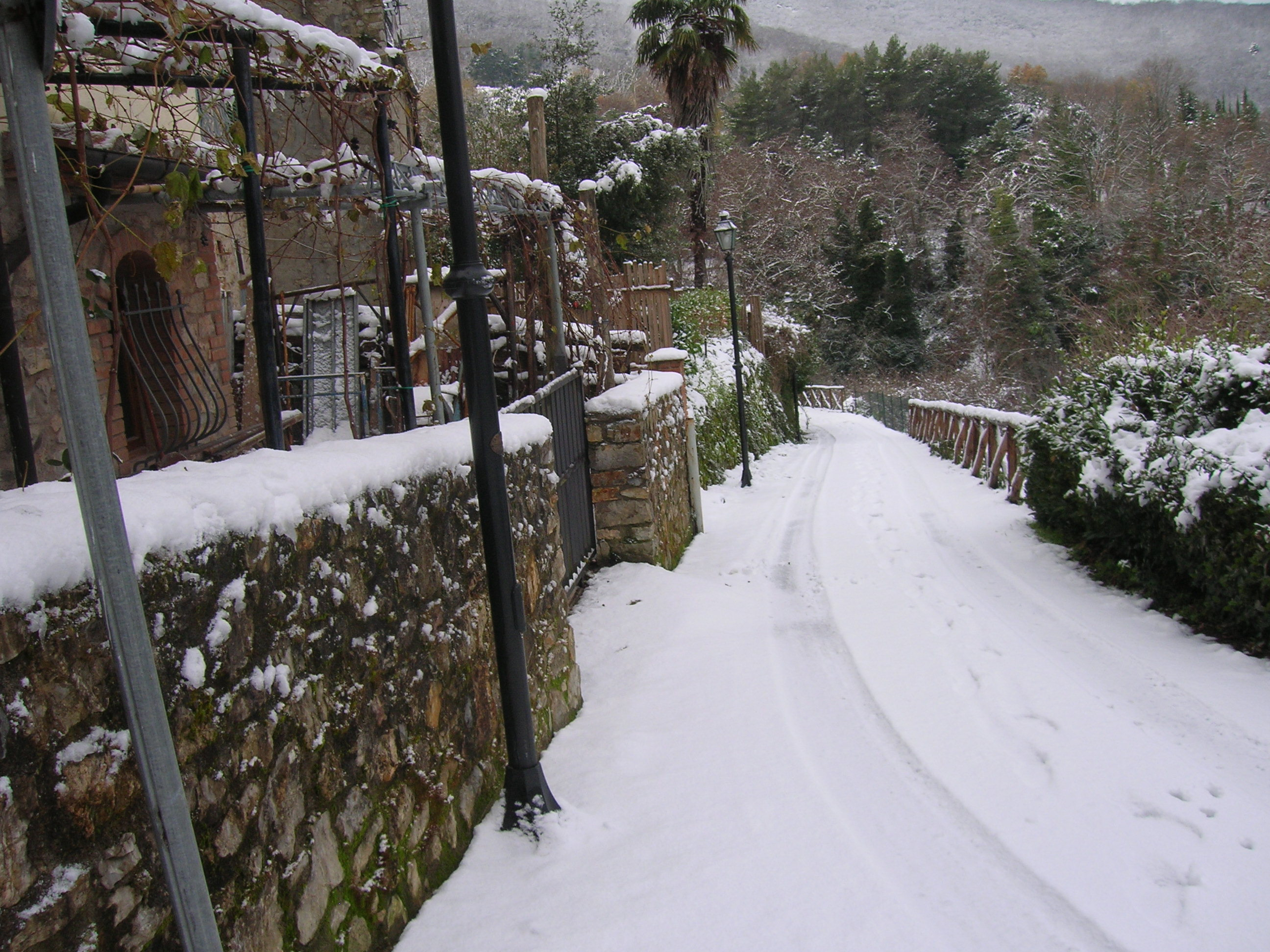
Nevicata, borgo medievale di Sasso Pisano

Al nostro occhio la neve appare bianca, anche se è composta da cristallini di ghiaccio trasparenti come l'acqua. Essa appare bianca perché ogni raggio di luce che attraversa un cristallo di neve viene leggermente riflesso; così, di cristallo in cristallo, la luce continua a essere riflessa e deviata fino a riemergere in una direzione casuale (riflessione diffusa). Così il raggio di luce che perviene all'occhio è una somma di tutta la luce che è emessa in quella direzione, ed è composta dalla somma di tutti i colori dello spettro, dato che i cristallini di ghiaccio non assorbono alcun colore. Ai nostri occhi arrivano così tutti i colori di partenza, e di conseguenza percepiamo il colore bianco che ne è la somma.
Inoltre, poiché quasi tutta la luce che entra viene restituita, il manto nevoso appare spesso abbagliante.
Lo stesso fenomeno si presenta con ogni polvere che non assorba troppa luce: una strada sterrata polverosa appare biancastra, ma se piove diventa scura. Nelle precipitazioni nevose dell'Europa meridionale, si può talvolta notare una leggera colorazione rosa nel cielo o tra gli strati nella neve caduta: è la sabbia che arriva con il vento dal Sahara.

### Geometria

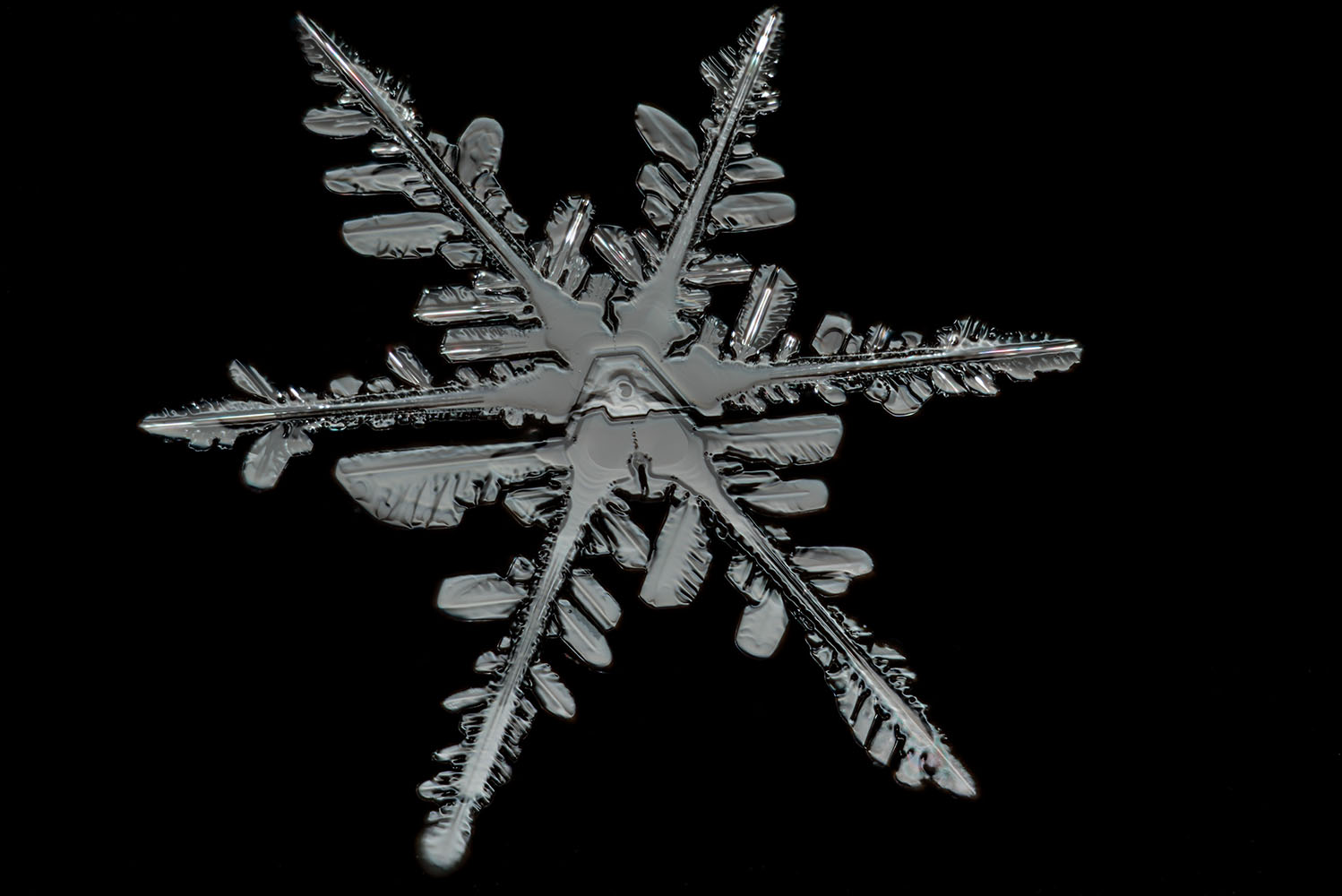
Cristallo di ghiaccio

Una domanda interessante è perché i bracci dei cristalli di neve che formano i fiocchi siano perfettamente simmetrici e allo stesso tempo non ci siano due cristalli di neve identici. La risposta risiede nelle differenti condizioni ambientali che due cristalli diversi posti a una certa distanza tra loro subiscono durante il processo di formazione, accrescimento e caduta ovvero nel fatto che la distanza "tra" i cristalli di neve è molto maggiore di quella "interna" al medesimo cristallo di neve.
Data la simmetria iniziale esagonale della struttura cristallina del ghiaccio comune (derivante direttamente dalla struttura molecolare dell'acqua), i bracci del cristallo di neve crescono indipendentemente in un ambiente che è ritenuto spazialmente e temporalmente molto variabile in termini di temperatura, umidità e così via. Questo ambiente è ritenuto relativamente omogeneo nello spazio di un singolo fiocco e questo porta i bracci a crescere in modo molto regolare e simmetrico, rispondendo in modo uguale a un ambiente uguale, come alberi non imparentati tra loro rispondono ai cambiamenti ambientali facendo crescere serie simili di anelli nel tronco. La differenza nell'ambiente anche minima in termini di temperatura e soprattutto umidità dell'aria su scale spaziali più grandi di quelle di un singolo cristallo di neve conduce alla mancanza di uguaglianza osservata tra le forme di due o più cristalli differenti.
Un ulteriore dato che contribuisce a rendere ancora più convincente la teoria dell'inesistenza di due cristalli di neve identici è il fatto che ogni fiocco è composto da miliardi di molecole d'acqua, e le differenti combinazioni possibili di fiocchi che si possono formare da questi miliardi di molecole creano un numero di cristalli di neve diversi incredibilmente grande.
Naturalmente il concetto che due cristalli di neve non possano assolutamente essere uguali è un'iperbole teorica. Infatti è perfettamente possibile, anche se improbabile, che due cristalli possano essere identici, a patto che le condizioni ambientali siano quasi identiche: sia che i cristalli crescano abbastanza vicini l'uno all'altro sia anche per puro caso. La Società Meteorologica Americana ha riportato che due cristalli identici sono stati trovati da Nancy Knight del Centro Nazionale per la Ricerca Atmosferica il 1º novembre 1986. I cristalli non erano "fiocchi" dendritici nel senso comune del termine, ma piuttosto semplici piastre esagonali prismatiche.

### Formazione

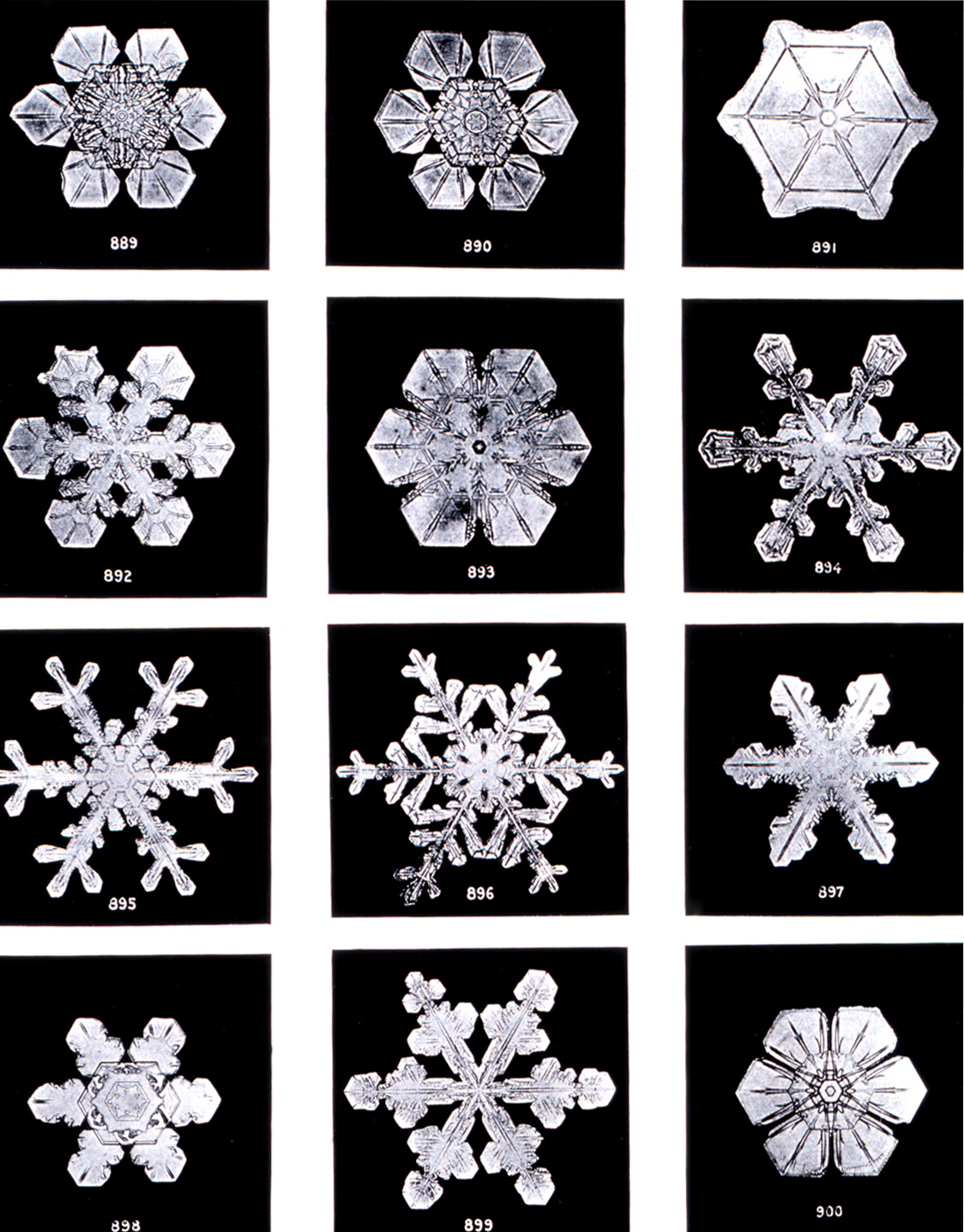
Diverse geometrie dei cristalli di neve

La vita di un cristallo di neve inizia all'interno dell'atmosfera. Questa contiene spesso umidità, data dal vapore acqueo, cioè dalle molecole di acqua sotto forma di gas in sospensione nell'aria. Se la temperatura si abbassa, le molecole si condensano (cioè giungono allo stato liquido, formando piccole goccioline) attorno a particelle chiamate nuclei di condensazione (sali, pollini o polveri presenti nell'atmosfera), che hanno un diametro medio di circa 1 μm. Se la temperatura dell'aria è al di sotto degli 0 °C è possibile che, invece di acqua liquida, si formino minuscoli cristalli di ghiaccio. Perché ciò avvenga sono necessari dei nuclei di congelamento, simili a quelli di condensazione. Non tutte le particelle che fungono da nuclei di condensazione possono essere anche nuclei di congelamento; al diminuire della temperatura dell'aria il loro numero aumenta e diventa molto più facile la formazione, tramite congelamento, di cristalli di ghiaccio.
La dimensione e la massa dei cristalli di ghiaccio aumentano ed essi cominciano a subire più sensibilmente l'azione della forza di gravità, iniziando a cadere.
La forma finale del cristallo di neve dipende da una serie di variabili, come la temperatura, la velocità di caduta e l'umidità dell'aria incontrata. La velocità con cui la massa del cristallo aumenta dipende dalla temperatura: i cristalli che passano attraverso un'atmosfera più fredda sono più piccoli di quelli passati attraverso un'atmosfera più calda. Inoltre una atmosfera più calda può contenere più umidità, dando luogo a nevicate più abbondanti. 
Una volta caduto al suolo il cristallo di neve subisce una serie di trasformazioni (metamorfismi) che ne modificano la forma iniziale e le caratteristiche fisiche. La trasformazione della neve dipende dalla temperatura all'interno del manto nevoso (legata alla temperatura dell'aria) e dal contenuto di acqua della neve (che dipende dalla sua origine). Il metamorfismo modifica la densità del manto nevoso, che può variare da un minimo di 50 a un massimo di 200 kg/m³ subito dopo una nevicata. La densità della neve a sua volta influisce sulla stabilità e sulla compattezza del manto nevoso stesso e, quindi, sulla sicurezza dell'ambiente.

### Precipitazione

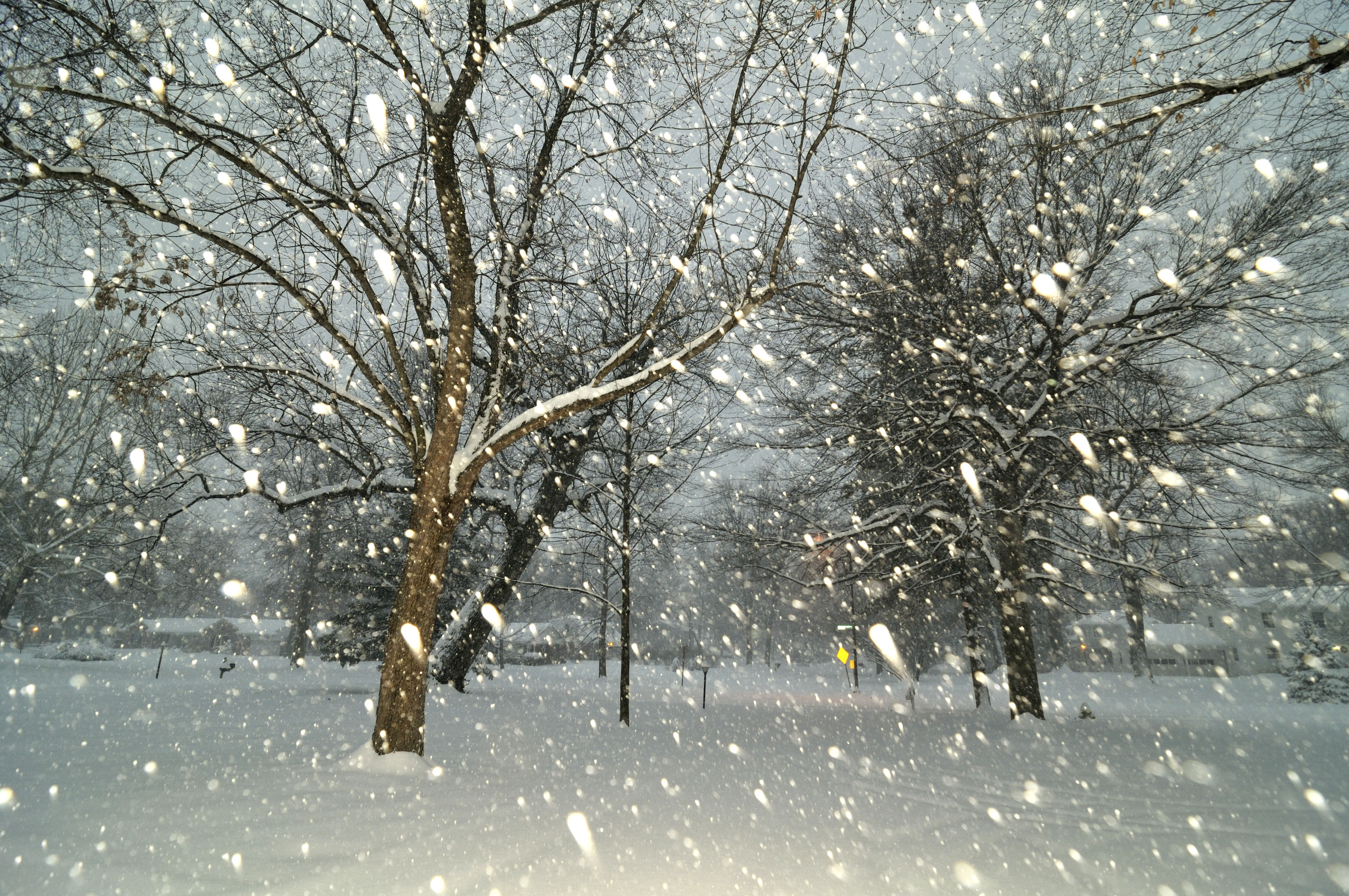
Precipitazione nevosa

La neve si forma nell'alta atmosfera quando il vapore acqueo, a temperatura inferiore a 5 °C, brina attorno ai cosiddetti germi cristallini passando dallo stato gassoso a quello solido formando cristalli di ghiaccio i quali cominciano a cadere verso il suolo quando il loro peso supera la spinta contraria di galleggiamento nell'aria e raggiungono il terreno senza fondersi. Questo accade quando la temperatura al suolo è in genere minore di 2 °C (in condizioni di umidità bassa è possibile avere fiocchi al suolo anche a temperature lievemente superiori) e negli strati intermedi non esistono temperature superiori a 0 °C dove la neve possa fondere e diventare acquaneve o pioggia.
Tuttavia, in presenza di uno o più dei seguenti fattori:
- violente precipitazioni,
- violenti moti verticali,
- bassa umidità,
- aria estremamente gelida in quota,

la neve può cadere, anche se per brevi periodi, con temperature positive superiori ai 2 °C (se l'aria nei bassi strati è abbastanza secca la neve può giungere al suolo anche con temperature abbastanza superiori, talvolta anche 5 o 6 C°). Se la temperatura lo consente, è possibile produrre neve artificiale con cannoni appositi, che tuttavia creano piccoli granelli più simili a neve tonda che non a neve propriamente detta.
In generale quindi per l'occorrenza del fenomeno nevoso conta non solo il campo termico al suolo, ma anche quello degli strati atmosferici compresi tra la nube e il suolo: la neve infatti può anche non cadere alle temperature proprie suddette in presenza di precipitazioni ovvero giungere sotto forma di pioggia pur a temperatura del suolo sottozero: questo accade a volte quando si è in presenza di una forte inversione termica caratterizzata da strati superiori dell'atmosfera a temperatura positiva all'interno del quale cristalli e fiocchi fondono tramutandosi in acqua liquida; quando quest'acqua sotto forma di pioggia raggiunge il suolo gela quasi istantaneamente a contatto con il suolo ghiacciato portando alla formazione del pericolosissimo gelicidio.
Allo stesso modo, anche una prolungata omotermia verticale con temperatura costante di poco superiore allo zero sfavorisce la caduta di neve facendo fondere i fiocchi in caduta. Anche alti livelli di umidità relativa con temperature al suolo di poco superiori allo zero sfavoriscono la caduta al suolo di neve perché aumenta la conducibilità termica dell'aria, la quale fa fondere più velocemente i cristalli di ghiaccio in caduta. Spesso al riguardo la precipitazione può cominciare sotto forma di neve e poi tramutarsi in pioggia proprio per l'aumento dell'umidità relativa al suolo in conseguenza della fusione della neve stessa, nonostante l'assorbimento del calore latente durante questo passaggio di stato fisico. Altre volte accade il contrario: le precipitazioni possono iniziarsi sotto forma di pioggia per poi convertirsi in neve al calo della temperatura per precipitazioni o al dissolvimento dello strato di inversione/omotermia per sopraggiunta aria fredda in quota.

### Uso come simbolo

Cristallo di neve stilizzato

Il simbolo del cristallo di neve, chiamato anche fiocco di neve, è spesso associato al concetto di inverno, ghiaccio, neve o temperature al di sotto del punto di congelamento. Ad esempio gli pneumatici invernali riportano questo simbolo.
Un cristallo di neve stilizzato è stato anche usato come simbolo dei XIX Giochi olimpici invernali a Salt Lake City, Utah.
Nello standard Unicode sono codificati tre differenti simboli del cristallo di neve:
- snowflake - U+2744 (❄);
- tight trifoliate snowflake - U+2745 (❅);
- heavy chevron snowflake - U+2746 (❆).

## Distribuzione al suolo

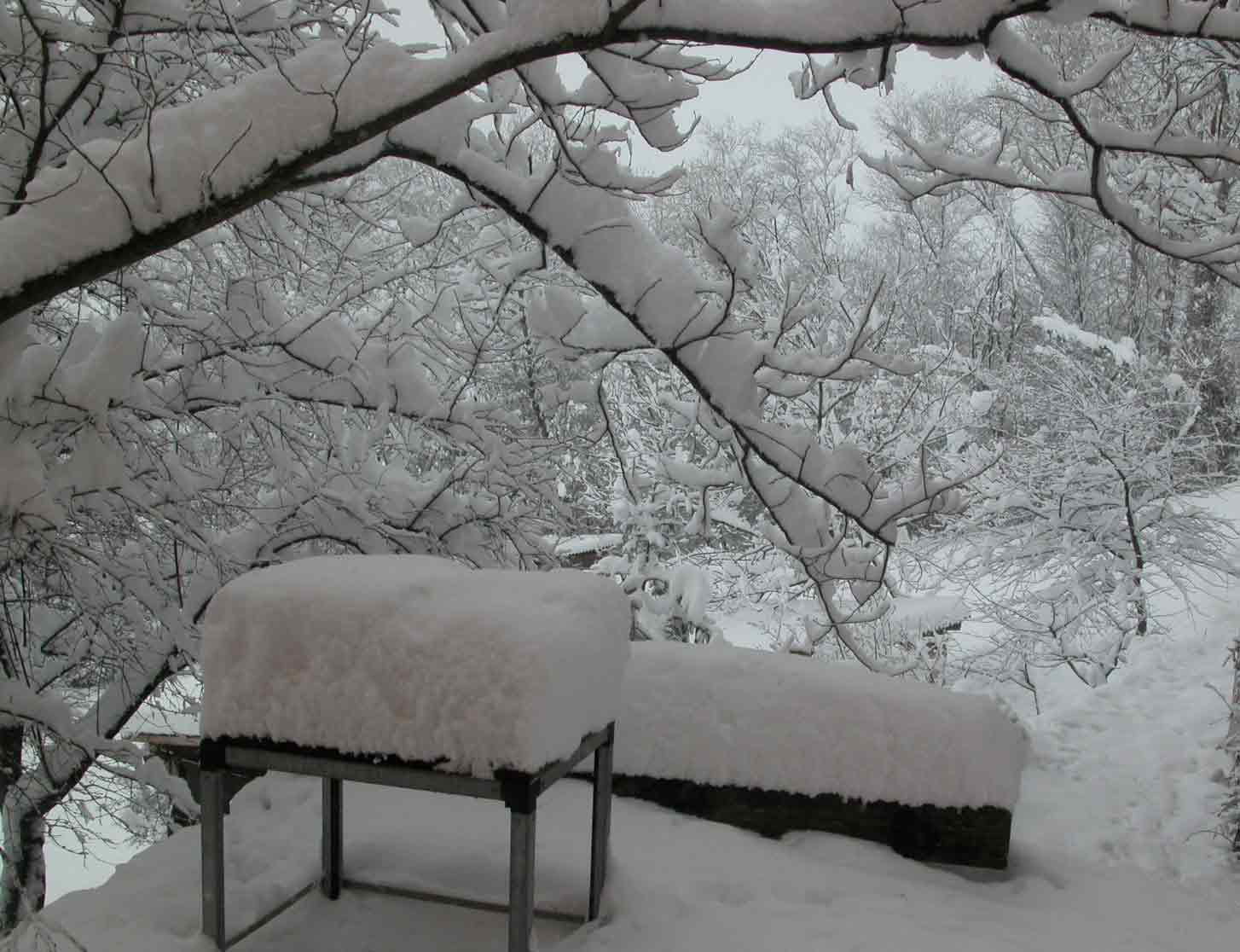
Nevicata primaverile sugli Appennini

Le nevicate possono variare in durata e posizione geografica, in funzione di alcuni fattori geografici come la latitudine, l'altitudine, l'orografia e altri che condizionano il tempo meteorologico in generale.
Di solito le nevicate a bassa quota sono rare nelle regioni al di sotto dei 35° di latitudine e sulle coste occidentali dei grandi continenti, essendo più esposte ai venti di Ponente tipici delle medie latitudini e provenienti in questo caso dall'oceano, più caldo della terraferma durante l'inverno.
Le zone più inclini alla neve alle medie latitudini sono le zone di montagna durante il periodo invernale, ma episodi nevosi possono verificarsi anche in collina e pianura specie in corrispondenza di ondate di freddo, mentre diventa un fatto abituale a tutte le quote salendo di latitudine verso i poli.
Alcune cime montuose hanno una copertura perenne di neve, come quelle Himalayane e dell'Asia centrale al di sopra dei 5000 m, quelle Andine dai 3000-5000 m in su, le montagne più elevate in Canada e Alaska e quelle Alpine dai 3000 m in su e i monti Kilimangiaro, Ruwenzori e Monte Kenya in Africa, e il Puncak Jaya in Indonesia, pur essendo questi prossimi all'Equatore. Invece molte zone polari hanno precipitazioni molto scarse e quindi relativamente poca neve, nonostante il clima gelido.
Alle medie latitudini risultano particolarmente abbondanti le nevicate primaverili e quelle autunnali alle quote medio-alte, mentre frequenza e intensità tendono a diminuire all'aumentare del freddo a causa della diminuzione di umidità assoluta.

### La neve nel mondo

Occorrenza mondiale delle nevicate. Quota della neve riferita al livello del mare (metri):
Inferiore ai 500, tutti gli anni
Inferiore ai 500, tutti gli anni, ma non in tutto il territorio.
Inferiore ai 500, occasionalmente.
Superiore ai 500, tutti gli anni.
Superiore ai 2.000 all'anno.
Qualsiasi quota: nessuna.

Inferiore ai 500, tutti gli anni
     Inferiore ai 500, tutti gli anni, ma non in tutto il territorio.
     Inferiore ai 500, occasionalmente.
     Superiore ai 500, tutti gli anni.
     Superiore ai 2.000 all'anno.
     Qualsiasi quota: nessuna.

### Tipi di precipitazioni nevose

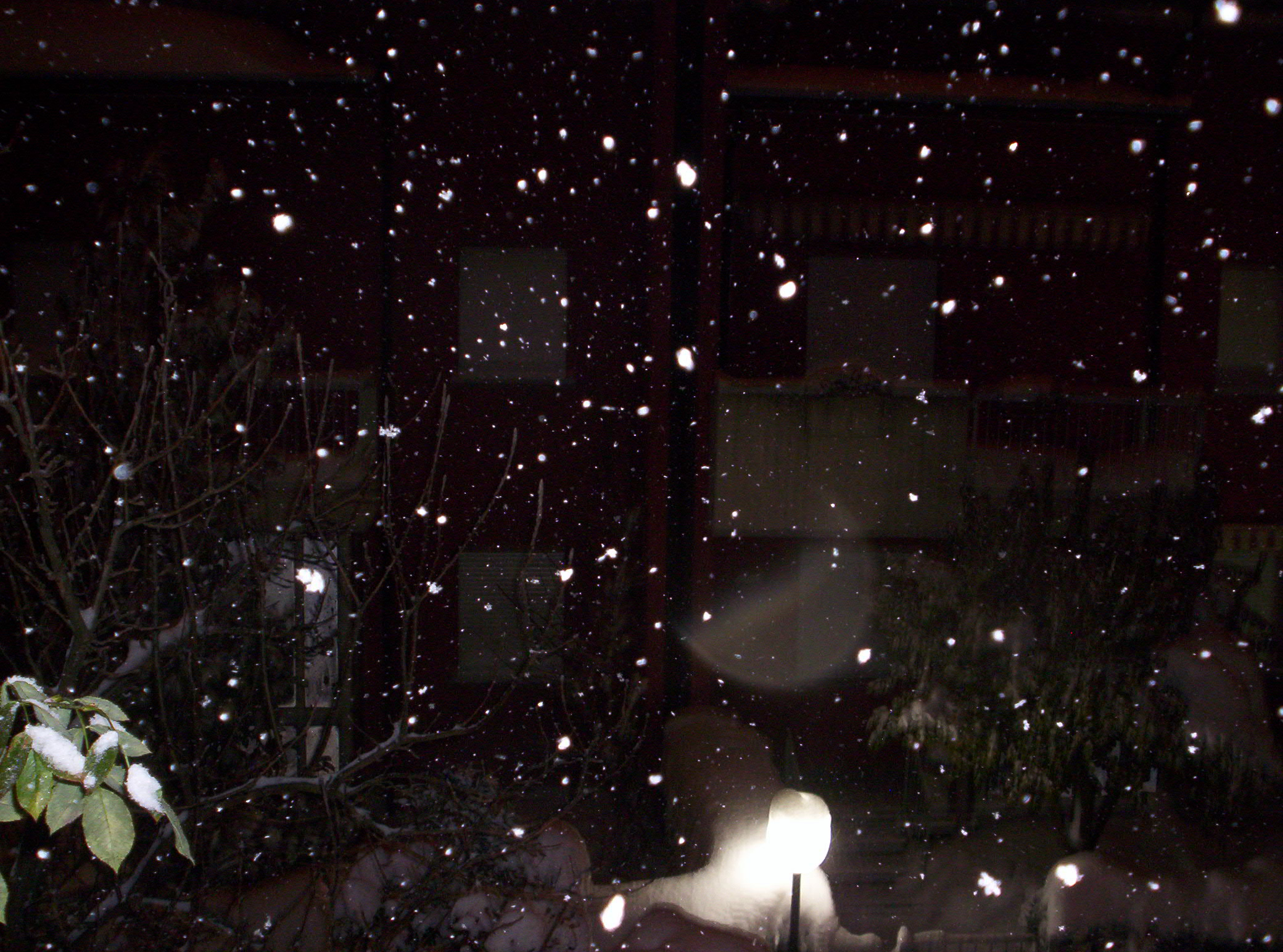
Bufera del 5 febbraio 2012; Romagna occidentale

- A larghe falde: è la più comune e consiste in fiocchi di neve di medie e grandi dimensioni e si verifica con temperature dagli 0 °C in su e con livelli medio-alti di umidità. La velocità di caduta, in assenza di moti convettivi verticali, risente delle dimensioni dei fiocchi.
- A piccole falde: è una forma di precipitazione nevosa sotto forma di piccoli fiocchi che avviene con basse temperature (qualche grado sotto zero) e bassi livelli di umidità. La velocità di caduta è maggiore rispetto alla neve a larghe falde e dà spesso luogo a fitte nevicate. Spesso dà luogo al suolo ad accumuli di neve secca e farinosa.
- Neve a pioggia: espressione tipica del Mezzogiorno per indicare una neve con grandi fiocchi e molto fitta che di solito si ha a temperature moderatamente alte (2-3 °C). La velocità di caduta è maggiore rispetto alla grandine.
- Neve tonda: fiocchi di neve che, attraversando uno strato dell'atmosfera a temperatura lievemente positiva, vanno ad ampliarsi infinitamente su sé stessi o i cristalli a perdere le punte arrotondando i loro bordi e prendendo così una forma più sferica.
- Gragnola: neve finissima e leggera, che è formata da cristalli di neve circondati, individualmente, da uno strato trasparente di ghiaccio simile per molti versi alla grandine; cade generalmente a temperature di qualche grado sopra lo zero e con forte instabilità atmosferica cioè con aria fredda in quota e marcate correnti convettive.

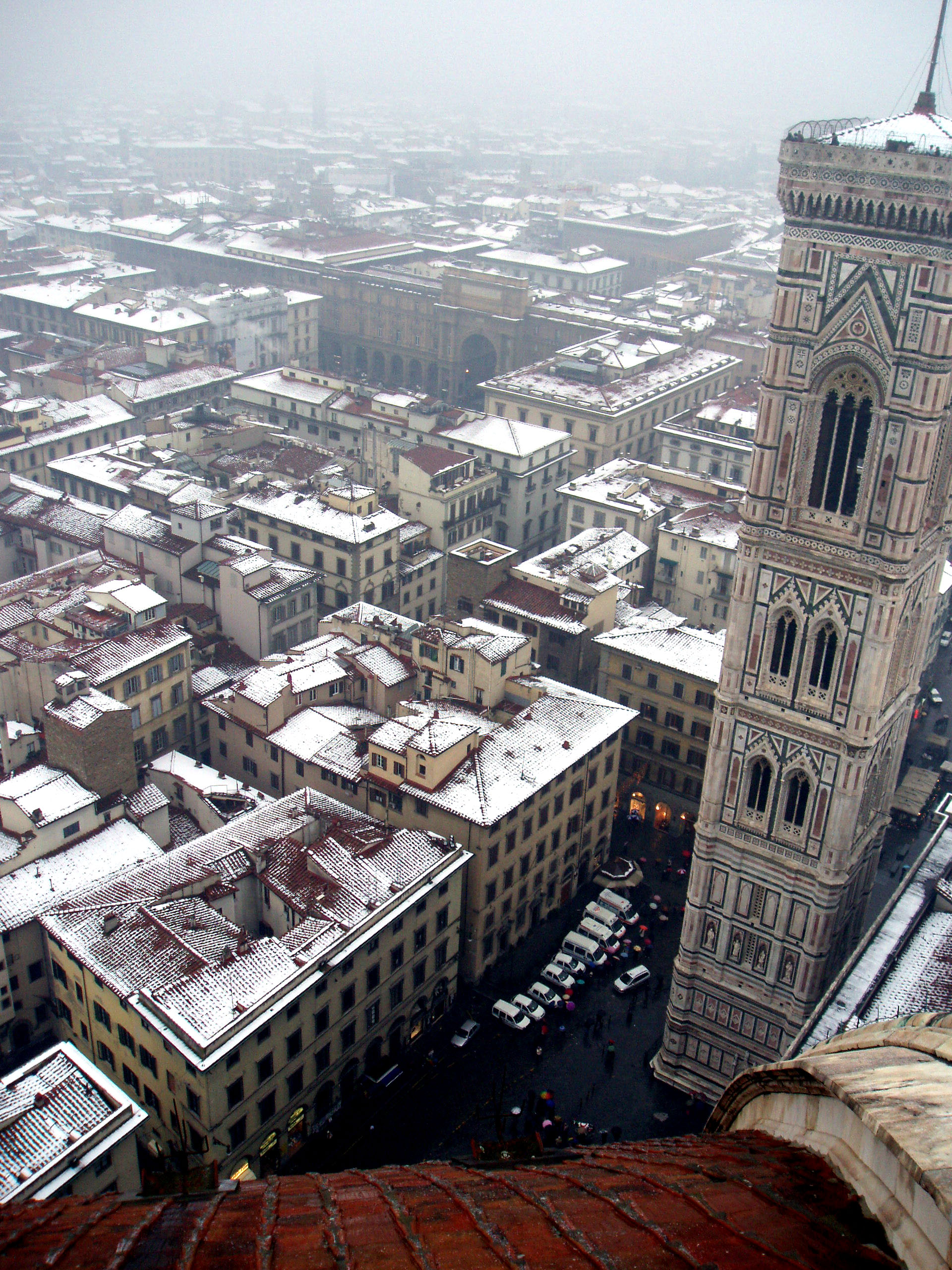
Neve a Firenze

- Acquaneve: caduta di fiocchi parzialmente fusi in pioggia, che generalmente non lasciano un accumulo consistente, ma solo qualche traccia di neve bagnata.
- Tormenta o bufera: tempesta di neve intensa spesso accompagnata da vento come ad esempio il blizzard.
- Temporale di neve
- Blizzard
- Nevischio: debole caduta di fiocchi di piccole dimensioni.
- Polvere di diamante: è una precipitazione nevosa, generalmente poco abbondante, sotto forma di finissimi cristalli di ghiaccio non aggregati tra loro, che si verifica in presenza di bassissime temperature e bassi livelli di umidità, ovvero si forma per brinamento diretto del vapore acqueo non necessariamente in nube, ma anche nei bassi strati atmosferici. È tipica delle steppe siberiane in corrispondenza di forti irruzioni di aria fredda polare.
- Scaccianeve: non è propriamente una precipitazione, bensì una forte tempesta di vento, che solleva la neve già caduta al suolo in mulinelli simili a una vera tormenta.

A queste si aggiunge infine la cosiddetta neve chimica che si forma occasionalmente in presenza di forte inquinamento atmosferico in combinazione a temperature sotto lo zero ed alta umidità.
Il nevone è una precipitazione nevosa particolarmente intensa, che ricopre qualunque cosa.

## Effetti al suolo

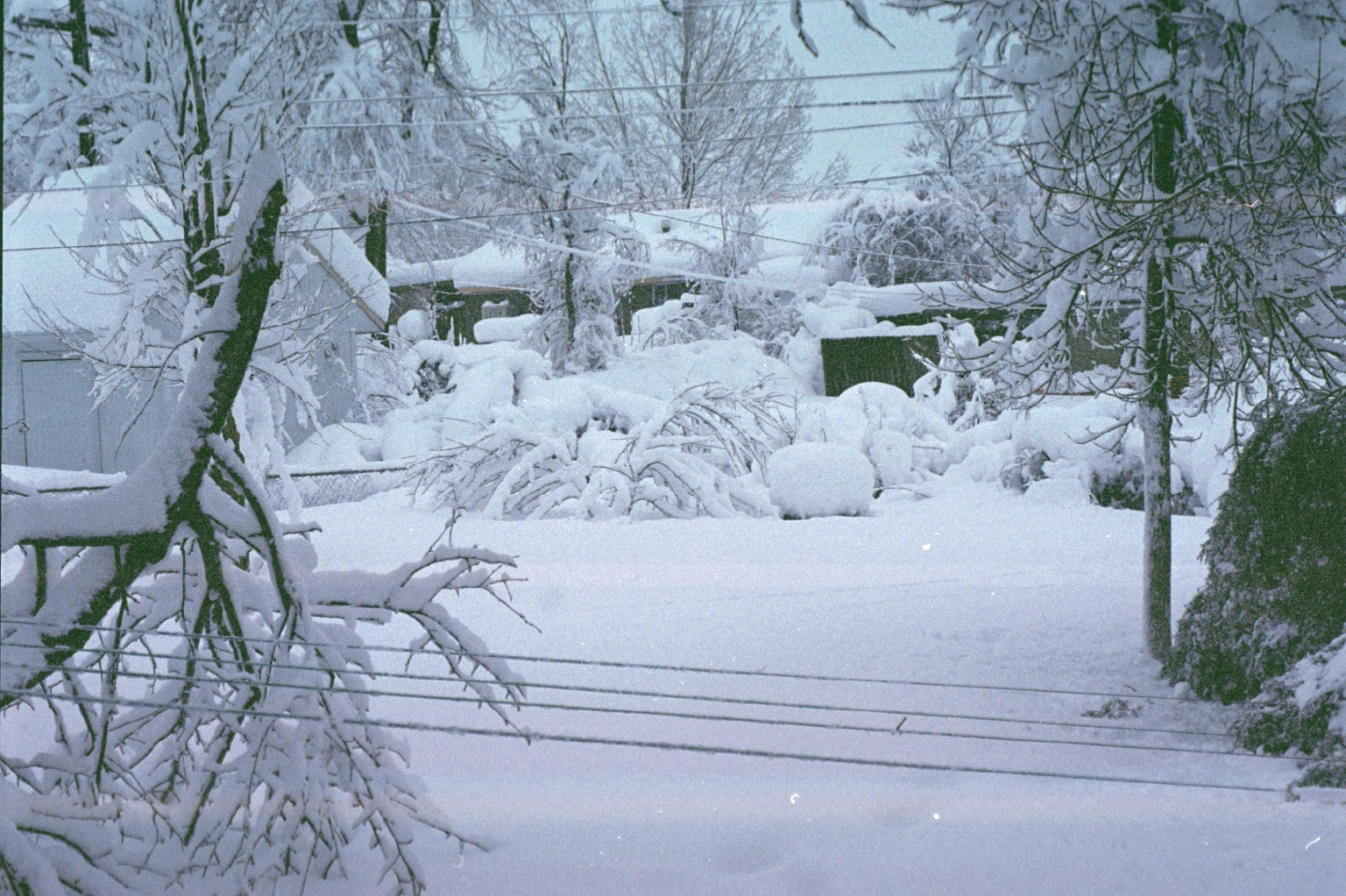
Nevicata in Nord-America

La neve può facilmente accumularsi al suolo se le temperature sono sufficientemente basse (non più di 1 °C) e/o se la nevicata è particolarmente intensa: tipicamente come riferimento si ha che un millimetro di acqua fusa corrisponde a un centimetro di neve fresca subito dopo la nevicata (leggermente meno se la neve è secca e a fiocchi piccoli), con il manto nevoso che tende poi ad assestarsi sotto il proprio peso (tanto più è spesso e umido) e l'eventuale fusione. Lo spessore del manto può raggiungere anche diversi metri come accade nelle zone più nevose al mondo e con accumuli duraturi per tutto l'inverno in montagna.

### Tipi di neve al suolo
Una volta caduta al suolo la neve tende a compattarsi sotto il proprio peso in misura tanto maggiore e veloce quanto più spessa e umida è la coltre nevosa e tanto maggiore è l'eventuale fusione potendo subire anche altri processi in relazione alle condizioni ambientali. La neve al suolo può essere classificata come segue:

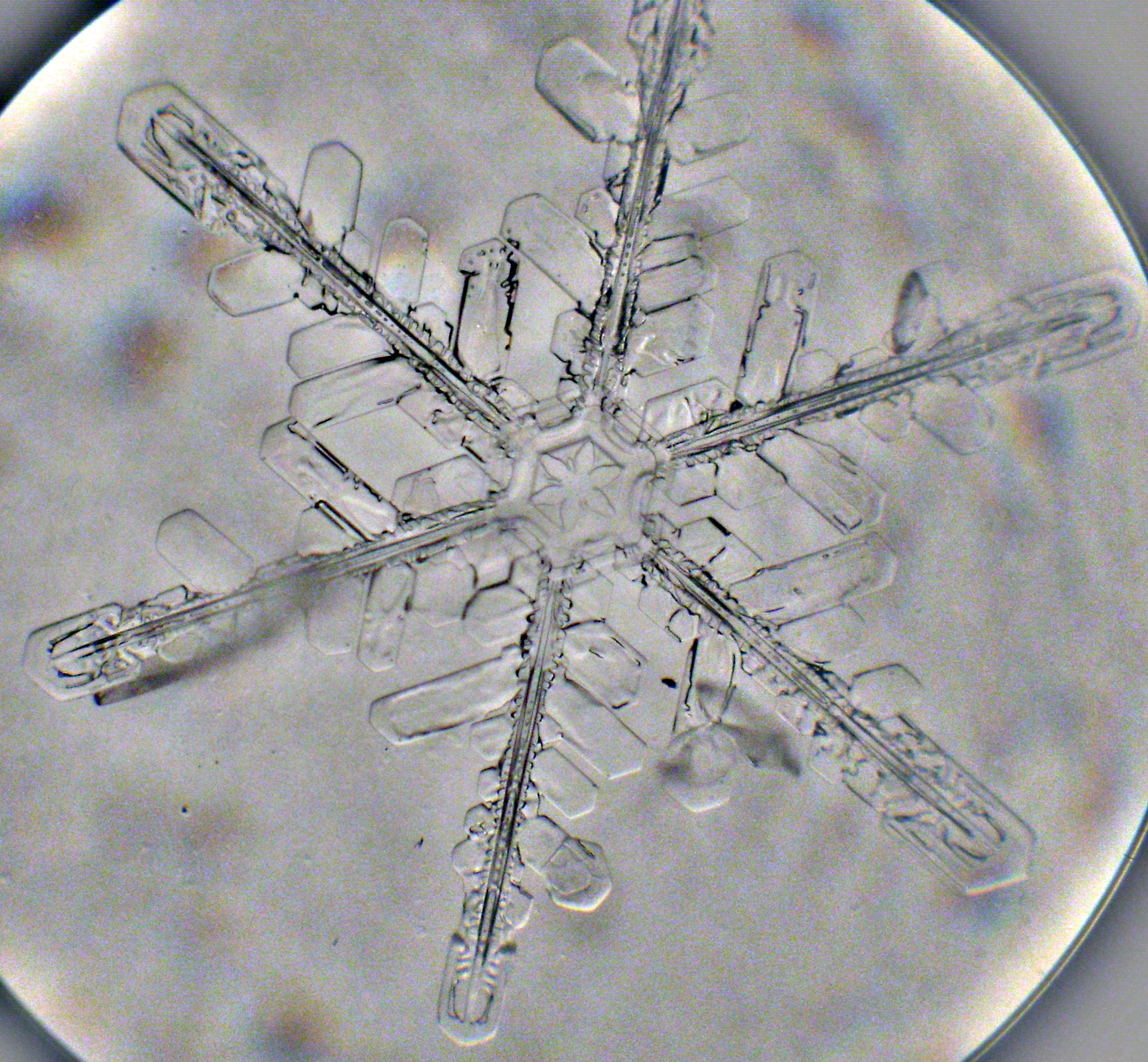
Cristallo di neve al microscopio ottico

- Imbiancata: leggera caduta di neve, quanto basta a ricoprire in modo disomogeneo il terreno.
- Leggera e polverosa: quando è appena caduta se si è sotto zero e con poca umidità dell'aria.
- Pesante: quando la temperatura va sopra lo zero, la neve diventa umida e un po' più pesante.
- Grande e pesante: se si è sopra zero, i fiocchi si uniscono in agglomerati più grandi e a terra la neve diventa molto pesante e facilmente compattabile, la migliore per fare le palle di neve.
- Ghiacciata: quando la temperatura scende successivamente sotto zero la neve ghiaccia e prende la consistenza di polvere mista a ghiaccio, scarsamente umida e quindi difficilmente compattabile e inutilizzabile per costruzioni o palle di neve; è il caso ad esempio della neve brinata senza crosta.
- Neve ipotermica: questa neve si forma a piccole falde a temperature tra -3 e −5 °C ed è bianca, derivante dal suo nome se questa neve tocca la pelle ne causerà l'ipotermia, si verifica di notte quando fà più freddo.
- Trasformata: successivi passaggi sopra e sotto lo zero portano la neve a divenire molto compatta, quasi come in pista, spesso anche con crosta di rigelo, e questo è il tipo di neve che si trova a volte in primavera.
- Con crosta: il vento e l'umidità a esso associata e/o successivi passaggi sopra e sotto lo zero formano una crosta molto rigida e spessa sopra la neve polverosa, meno spessa sulla neve più molle. Tale strato ghiacciato si associa spesso al vetrone.

Un ultimo tipo di neve al suolo è la neve artificiale, che si ottiene attraverso tecniche di innevamento artificiale.

### Dalla neve al ghiaccio

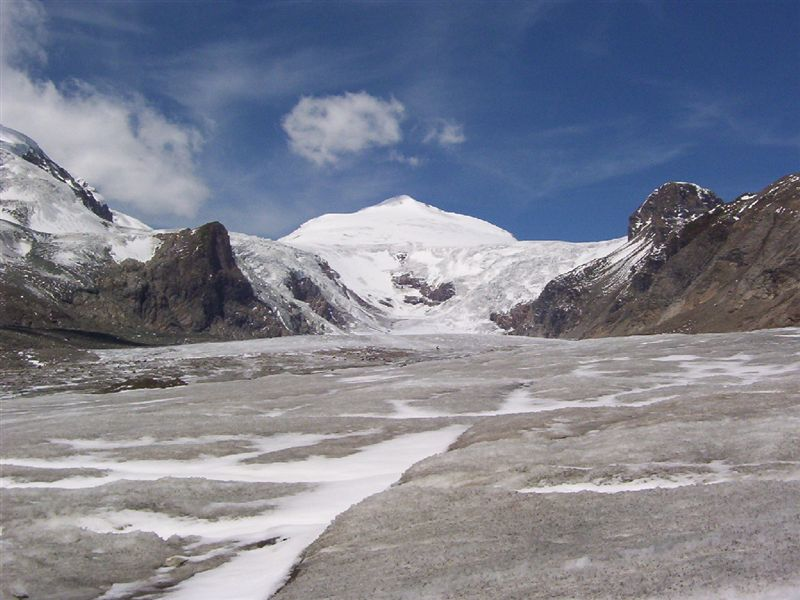
Ghiacciaio alpino del Grossglockner

La neve accumulata al suolo può seguire due strade: fondersi nei periodi più caldi come primavera ed estate oppure conservarsi tale se le temperature rimangono costantemente sotto lo zero. In questo caso, che avviene al di sopra del cosiddetto limite delle nevi perenni cioè a partire da una certa quota altimetrica in su, variabile in funzione della latitudine, la neve comincia a seguire un ciclo di trasformazione che la tramuterà in ghiaccio grazie al processo di metamorfismo dei cristalli e al peso della neve soprastante espellendo l'aria contenuta negli interstizi e autocompattandosi progressivamente (firnificazione). Il ghiaccio così formatosi a partire dal 5º anno in poi va a formare il ghiacciaio. Le coltri di nevi perenni assieme ai ghiacci perenni fanno parte della cosiddetta criosfera.

### Effetto albedo
La neve al suolo crea inoltre il cosiddetto effetto albedo ovvero riflette in massima parte la radiazione solare incidente contrastandone così l'assorbimento da parte del terreno; questo fatto unito al calore di fusione assorbito dalla neve durante l'eventuale fusione favorisce un riscaldamento termico minore dello strato atmosferico a contatto con essa col risultato che zone coperte di neve si riscaldano molto meno e si raffreddano molto più velocemente di zone non coperte da essa. È il presupposto che favorisce estese e intense gelate notturne tali da produrre a volte estremi record negativi. Tale effetto oltre che a scala meteorologica è alla base anche di alcuni meccanismi di retroazione in campo climatico, tra cui spicca la retroazione dell'albedo del ghiaccio.

### Funzione biologica, idrologica e idrogeologica
La neve accumulata al suolo ha l'importante funzione biologica di proteggere il terreno sottostante dalle gelate, mentre sul fronte idrologico la sua lenta fusione al disgelo consente una maggiore infiltrazione dell'acqua nel terreno permettendone l'accumulo in falde acquifere e riserve idriche, diversamente dalle precipitazioni liquide che, se troppo intense e durature, riversano al suolo ingenti quantitativi d'acqua che il terreno non è in grado di assorbire e che dunque fluiscono direttamente in torrenti, fiumi e laghi. Ne consegue dunque che la neve riduce drasticamente anche il rischio idrogeologico su un dato territorio in corrispondenza di eventi precipitativi intensi.

### Rischi e mitigazione

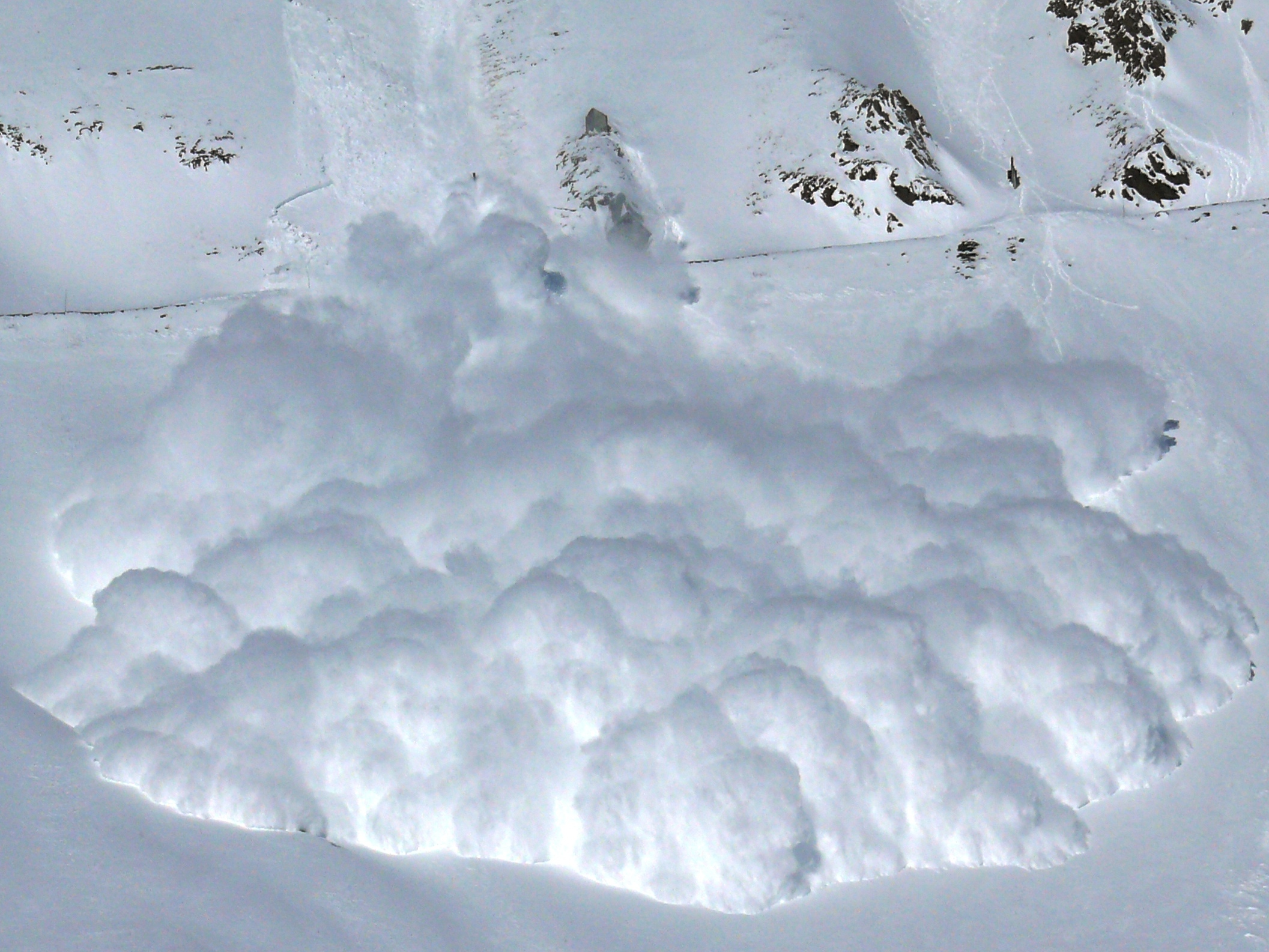
Valanga

La neve può costituire un rischio per l'incolumità di infrastrutture e persone fisiche nel fenomeno delle valanghe. Danni da sovraccarico nevoso possono prodursi sui tetti, sulla vegetazione arborea o favorire la formazione di ghiaccio su germogli in primavera. Nevicate consistenti (tormente) spesso creano danni alle infrastrutture e costituiscono un ostacolo alla viabilità bloccando la circolazione e i servizi, talvolta anche in zone dove il fenomeno meteorologico accade con frequenza. Interruzione dell'elettricità, dei servizi telefonici e di altre infrastrutture di base sono comuni nel caso di tempeste di neve. Spesso scuole e altri uffici rimangono chiusi e alcuni centri abitati remoti rimangono isolati. La neve può anche creare dei rischi stradali, ma capita più spesso con il ghiaccio. Comuni e province di comuni montani sono dotati di mezzi antineve (spartineve e/o turbine), mentre per il ghiaccio fanno uso di sali (costoso, corrosivo, ma efficiente) o sabbia (meno costosa ed efficiente, ma non corrosiva) o misto sulle strade per favorirne la fusione e/o aumentare l'attrito con l'asfalto.

### Funzione economica e ludica
Un importante settore del turismo e dell'economia dei paesi montani, fortemente legato alla presenza di neve, è rappresentato dal turismo invernale e dagli sport invernali praticabili nelle innumerevoli stazioni sciistiche presenti in tutto il mondo a beneficio degli operatori del settore (operatori impianti di risalita, operatori alberghieri, operatori di vendita/affitto attrezzature e ristoratori). La neve costituisce anche un'opportunità ludica per i bambini che spesso amano e si danno da fare in palle di neve e pupazzi di neve.

## Record

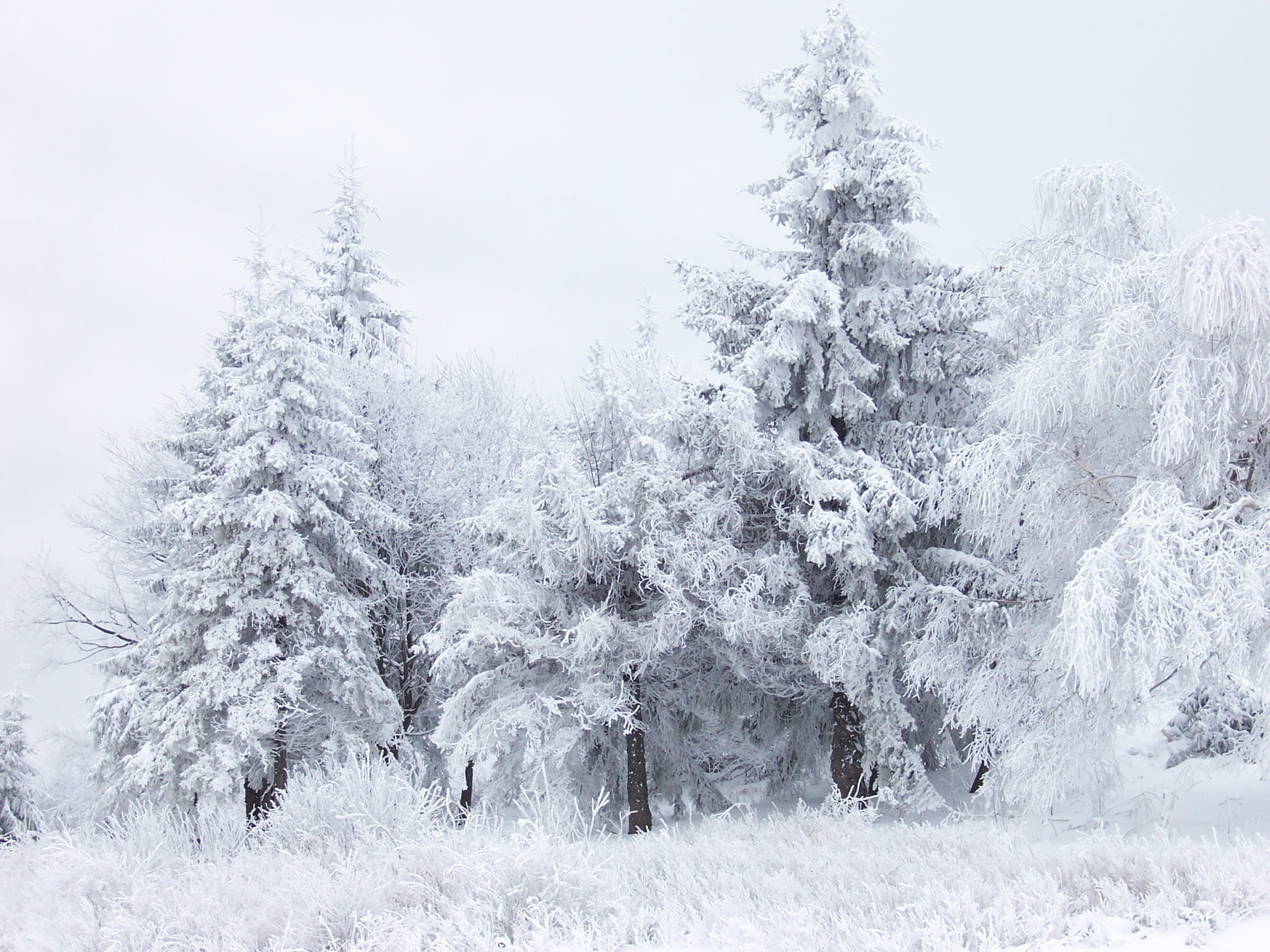
Conifere innevate nel passo di Šipka, in Bulgaria

- La maggior quantità di neve fresca caduta in una stagione invernale è stata misurata negli Stati Uniti al Monte Baker, dove nell'inverno 1998-1999 sono caduti 2895 cm di neve.[4]
- Il maggior spessore di neve fu misurato il 14 febbraio 1927 alla stazione meteorologica del Monte Ibuki in Giappone nella Prefettura di Shiga, al suolo c'erano ben 1182 cm di neve.[5]
- Il record per la nevicata più intensa in un giorno appartiene a Silver Lake, in Colorado, quando nel 1921 caddero 192 cm in 24 ore. Alcuni erroneamente attribuiscono questo record a Capracotta, infatti è stato dimostrato che la misura degli impressionanti 256 cm era frutto anche del contributo eolico. Alcuni anemometri registrarono 80 km/h e con punte a livello locale di 130 km/h. Inoltre la bassa densità volumetrica della neve stessa (90-110 kg/m³) ha contribuito a formare depositi imponenti. Infine da sottolineare come prima della nevicata vi fosse già un accumulo importante.[6]
- Secondo il Guinness dei primati, il fiocco di neve più grande mai osservato e riferito ai media è stato di 38 cm di larghezza e 12 cm di spessore. Caduto nel Montana nel gennaio 1887.[7]